# Pseudotermierella
Pseudotermierella — to wymarły rodzaj trylobitów żyjący w późnym kambrze.